# Beni Amrane
 (mai 2012).
Si vous disposez d'ouvrages ou d'articles de référence ou si vous connaissez des sites web de qualité traitant du thème abordé ici, merci de compléter l'article en donnant les références utiles à sa vérifiabilité et en les liant à la section « Notes et références ».
Pour les articles homonymes, voir Amrane et Khechna.
Béni Amrane (بني عمران en arabe, en kabyle : At Ɛemran, en tifinagh : ⴰⵜ ⴰⵎⵔⴰⵏ) est une commune algérienne de la wilaya de Boumerdès dépendant de la daïra de Thénia, depuis 1985. Elle a accédé au rang de commune durant l'époque coloniale et a appartenu jusqu'en 1975 au département devenu wilaya de Tizi Ouzou, puis jusqu'en 1984 à la wilaya de Bouira.

## Géographie

### Situation
At Amrane se trouve à mi-chemin d'Alger, de Tizi Ouzou et de Bouira, à 60 km de distance. Elle est traversée par l'oued Isser, la RN5 et la voie ferrée qui dessert les principales villes de l'est : Bouira, Béjaïa, Sétif, Constantine, Batna, etc.
| Tidjelabine      | Thénia, Souk El Had | Issers          |
| Bouzegza Keddara | Béni Amrane         | Issers          |
| Bouzegza Keddara | Ammal               | Chabet el Ameur |

### Localités de la commune
De 1984 jusqu'à aujourd'hui, la commune de At Amrane est constituée à partir des localités et familles suivantes, toutes kabyles  :
- Ait Afra
- Ait Amrane
- Ait Mouhouche
- Bouheddi
- Ait Amar
- Ait Khelifa
- Ait Amar Ouali
- Cheurfa
- Bouredjouane
- Debagha
- Tizi Ouarou
- Haddada
- Ait Si Rabah (Haddada)
- Ivakhteïne
- Ait Belaïd
- Ait Zelmat (Zelmati)
- Touzaline
- Ait Si Saïd
- Ait Asdfa
- Talmat
- Hellil
- Bouhra
- Ait Abbas
- Ait Salem
- Lazla
- Ghazibaouène
- Ait Chabla
- Souiga (Haddada)
- Tallilt
- Toulmout
- Assif Djenane
- Ait Bouchelaghem
- Ait Si Amar
- Boukerray
- Ait Lakhal
- BATATA

## Histoire
Aiṭh Amrane s'appelait auparavant Khechna El Djebel ou Khachna de la montagne. Elle faisait partie de la tribu du douar Khachna au temps des Turcs. Khachna-El-Djebel est douar Sidi Mghith est Adjoudhene avait pour Caid en 1871, Said-ou-el-Hadj. Elle formait la montagne de Khachna avec la tribu des Ammal, cette dernière ayant pour Caid en 1871 El-Hadj-Ahmed-Ben-Dahmane de la fraction des Ouled Dahmane (actuellement Ammal est une commune sur laquelle se trouve une grotte préhistorique près de l'oued Toursout), la tribu des Aṭ Aïcha et les Zouatnas ou tribu de oued Zeitoun (aujourd'hui oued Bouhamoud : affluent de l'Isser au niveau de Lakhdaria, selon une carte datant de 1830-1840 et les nombreux écrits sur cet oued datés du début de l'époque coloniale ; d'ailleurs, à cette époque, les Zouatnas (ou Coulouglis ou Koulouglis) étaient séparés en deux douars : Bouderbala et Mosbaha qui sont situés de part et d'autre de cet Oued Cette montagne de Sidi Mghithe que toute la ville est d'autre ville lui fait un signe en dit en kabyle Tzouroune, avec la plaine de Khachna formaient l'Outhan de Khachna, qui en 1845 avait pour Caid, Sid Ben-Merah. Le Outhan de Khachna formait un des onze districts (Outhans de : Khachna, Beni Khalil, Beni Moussa, Isser, Sebaou, Beni Djaad, Hamza, Aribs, Beni Khalifa, Sebt et Beni Menasser) ajouté aux sept Outhans (Bouzareah, Beni Messous, Zouaoua, Ain Zeboudja, Bir Khadem, Kouba et Hamma) formant le Fahs (la province) d'Alger.
Le massif des Khachna occupe une région montagneuse très accidentée, dont l'axe principal, dirigé du nord au sud, se rattache à la chaîne des Ammal ; des sommets culminants, à l'altitude de 630 mètres, divergent des contreforts séparés par de profonds ravins, affluents de l’Isser à l'est, et de l'Oued Corso à l'ouest. Les crêtes généralement couvertes de broussailles, avec quelques boisements localisés de chênes-verts et chênes-lièges, abritent de nombreux et importants villages, dans lesquels se retrouvent tous les caractères du site et de constructions des villages kabyles des environs de Fort-National, avec leurs vergers d'oliviers superbes et de figuiers, admirablement entretenus. C'est un coin du pays Kabyle des Zouaoua que l'on retrouve intact dans les Aṭ Khalifa, en rapport avec la même nature du terrain, comme un îlot isolé au milieu de populations qui se sont adaptées à d'autres habitudes sur des sols différents (in Ficheur, 1905).
Le centre Béni Amrane, créé le 14 février 1874, est traversé par la route nationale 5, d’Alger à Constantine. Il est situé à 3 km de Souk-el-Haâd et à 17 km de Palestro, chef-lieu de la commune mixte de laquelle dépend Beni Amrane, desservi par le chemin de fer de l’Est Algérien. Ce centre dépend de la commune mixte de Palestro. Neuf fermes lui étaient rattachées : quatre à Aïn N’Sara créée en 1877, et cinq aux Ouled Medjkan créée en 1878. Ce centre est à une altitude de 130 mètres. Il est sur un col balayé constamment par les vents. Prévu à l’origine pour 12 feux, ce village a été construit pour 18 feux : les concessions ont une contenance moyenne de 29 h, de 9 h pour les 4 fermes à Aïn n’Sara et 7 h pour les 5 fermes à Ouled Medjkane.
Beni Amrane a vu arriver ses premiers colons français vers 1880, des paysans venus de la Drôme dans le sud de la France. Ces colons se sont lancés dans la culture des oliviers déjà existante, et celle de la vigne qu'ils ont introduite.
Par la suite, Beni Amrane a vu arriver des instituteurs pour enseigner dans les rares écoles des villages, des administrateurs et beaucoup de militaires durant la guerre d’indépendance. Les derniers européens sont partis très peu de temps après l’indépendance.
Le village adopte le nom de Maréchal Pétain du 1er juin 1942 au 1er juillet 1943.

## Démographie
La commune de Béni Amrane était peuplée d'un peu plus de 23 000 habitants en 2007 dont environ 1/3 habitent au chef-lieu de la commune, les 2/3 restants se répartissent sur la vingtaine de villages dépendant de la commune.

## Administration
La commune a été dirigée par le parti unique, le Front de libération Nationale (FLN), jusqu'à l'ouverture démocratique qui a suivi les émeutes de 1988. La première assemblée populaire communale (APC)[source insuffisante] à avoir été élue démocratiquement fut celle du Front islamique du salut (FIS) en juin 1990, qui a été dissoute en 1992 à la suite de la dissolution du FIS.
Depuis, plusieurs présidents, issus des différentes tendances politiques, se sont succédé à la tête de la mairie (RND en 1997, FFS en 2002, FLN depuis en 2007 et FFS aujourd'hui).

## Administration et politique
| Période | Période  | Identité           | Étiquette                | Qualité |
| ------- | -------- | ------------------ | ------------------------ | ------- |
| 1962    | 1965     | Ali Rachedi        | FLN                      |         |
| 1965    | 1980     | Mohamed Attou      | FLN                      |         |
| 1980    | 1984     | Ali Berkouk        | FLN                      |         |
| 1984    | 1990     | Menouer Sahnoun    | FLN                      |         |
| 1990    | 1992     | Mokhtar Makfouldji | FIS                      |         |
| 1992    | 1992     | Rachid Doudah      | Administrateur (non élu) |         |
| 1992    | 1997     | Abdellatif Oukil   | Administrateur (non élu) |         |
| 1997    | 1999     | Ali Bahar          | RND                      |         |
| 1999    | 2001     | Mohamed Amroune    | RND                      |         |
| 2001    | 2002     | Djilali Megdoud    | RND                      |         |
| 2002    | 2007     | Saïd Kennoud       | FFS                      |         |
| 2007    | 2012     | Rabah Adjout       | FLN                      |         |
| 2012    | 2017     | Ahmed Afra         | FFS                      |         |
| 2017    | En cours | Hassen Doulach     | RND                      |         |

Boussaidi youcef

## Économie
Le relief montagneux de la commune est couvert essentiellement par l'olivier et par très peu de figuiers qui limite le choix des cultures. Dans les années 1960, il y avait à l'est de la commune, un vignoble dominé par des cépages de cave mais avec la politique d'arrachage des années 1970, les coteaux et collines, jadis verdoyantes, ils ont laissé place maintenant à une culture saisonnière de melon et de pastèques. Donc l'agriculture locale est dominée par la cueillette de l'olive et la production d'huile en hiver et aussi quelque peu la culture et le ramassage du melon et de la pastèque en été (fortement tributaires des conditions climatiques) ainsi qu'un élevage d'appoint.
Sur l'oued Issers qui traverse la commune a été construit un barrage « tampon » d'une capacité de 24 millions de mètres cubes. Il sert à alimenter le barrage de Bouzegza Keddara à 25 km qui assure l'approvisionnement en eau potable de la wilaya d'Alger.
Par ailleurs, la commune abrite le siège social d'une entreprise nationale de travaux publics et d'une école nationale du bâtiment ainsi qu'une zone d'activité économique (sans réelle activité). Toutefois, la relative proximité de la zone industrielle de Rouiba-Reghaia ainsi que l'administration départementale à Boumerdes facilitent quelque peu l'accès à l'emploi pour la population.

## Éducation
La commune dispose de plusieurs écoles primaires dont deux en centre-ville + une école par village. Elle dispose également de 2 collèges (un au centre-ville et l'autre dans le village de Thaswiqth) et 2 lycées dont le plus ancien a été inauguré en 1988. Ce dernier a été saccagé lors des émeutes d'octobre de la même année, il n'a été réhabilité que 2 ans plus tard. Les cours étaient assurés sans électricité ni chauffage pendant presque 2 ans.

## Santé
La commune ne dispose que d'une polyclinique dans le centre-ville et des centres de santé répartis sur quelques villages.
Les hôpitaux les plus proches se trouvent souvent à moins de 20 km : (Thenia à 10 km, Bordj Menaiel 15 km, Lakhdaria 12 km). L'accès aux soins reste donc relativement facile si l'on doit apprécier l’éloignement en nombre de kilomètres. Malheureusement, les distances dans la région ne signifient pas grand-chose étant donné que le réseau routier est saturé (sursaturé doit-on écrire) la plupart du temps puisque l'unique voie d'accès, la RN5 est surfréquentée.

## Vie quotidienne
La commune dispose d'une maison des jeunes qui a été longtemps en sous-activité malgré les moyens mis à sa disposition par la direction de la jeunesse et des sports de la wilaya. Depuis le début des années 2000, l'activité culturelle, éducative et sportive revient petit à petit.
La commune dispose d'un club de football (USBA) créé dans les années 1960. En 2008, il joue en division régionale 03 (équivalent de la 5e division). En collaboration avec la commune, l'USBA organise chaque année un tournoi de football regroupant les différents villages et quartiers de la commune (inter-quartiers). Cet événement a lieu entre juin et juillet.
La commune dispose depuis 2004 d'un club de volley-ball qui évolue en 2e division.